# Platyarthrus hoffmannseggii
Platyarthrus hoffmannseggii là một loài chân đều trong họ Platyarthridae. Loài này được Brandt miêu tả khoa học năm 1833.

## Hình ảnh

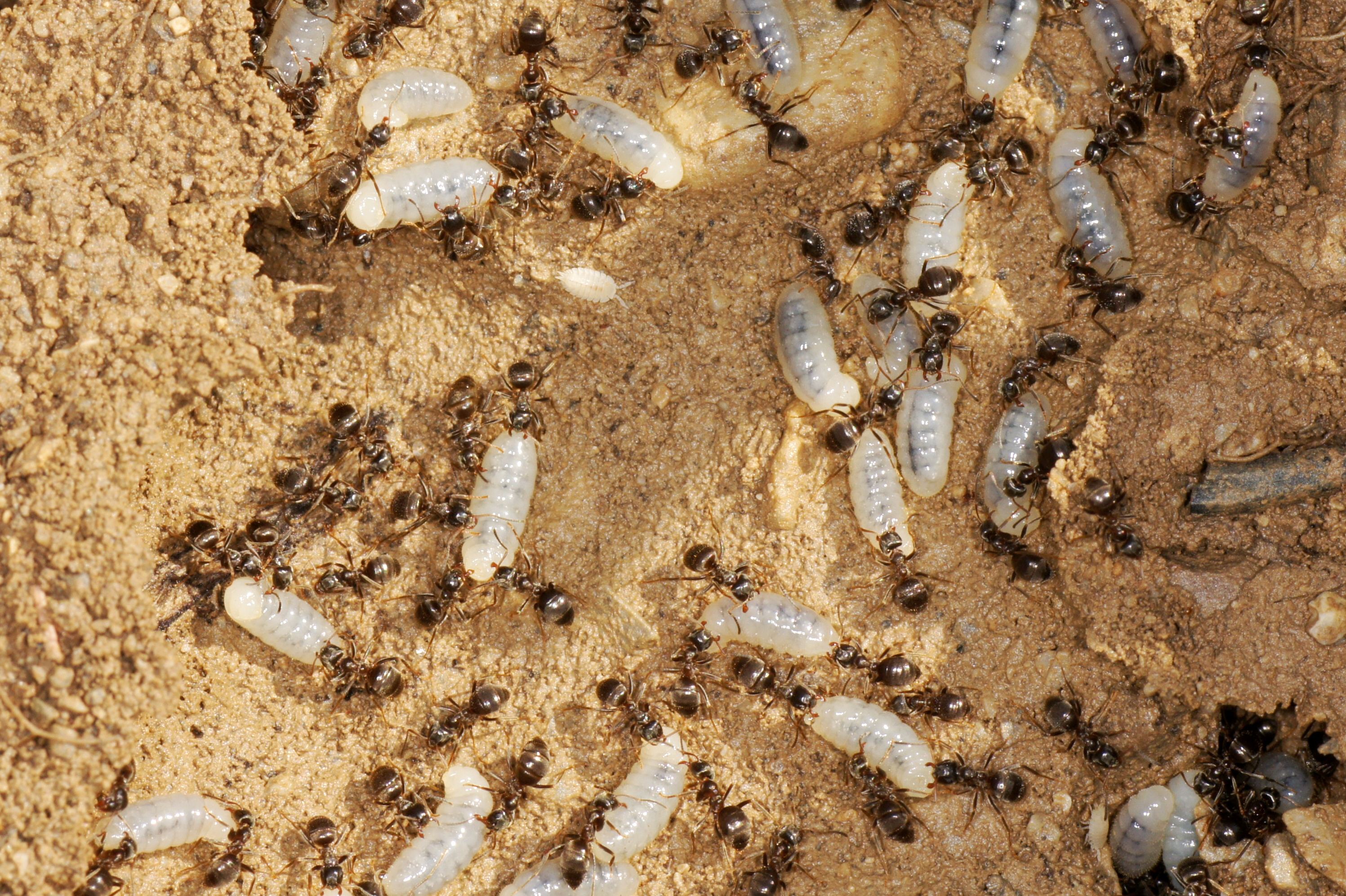
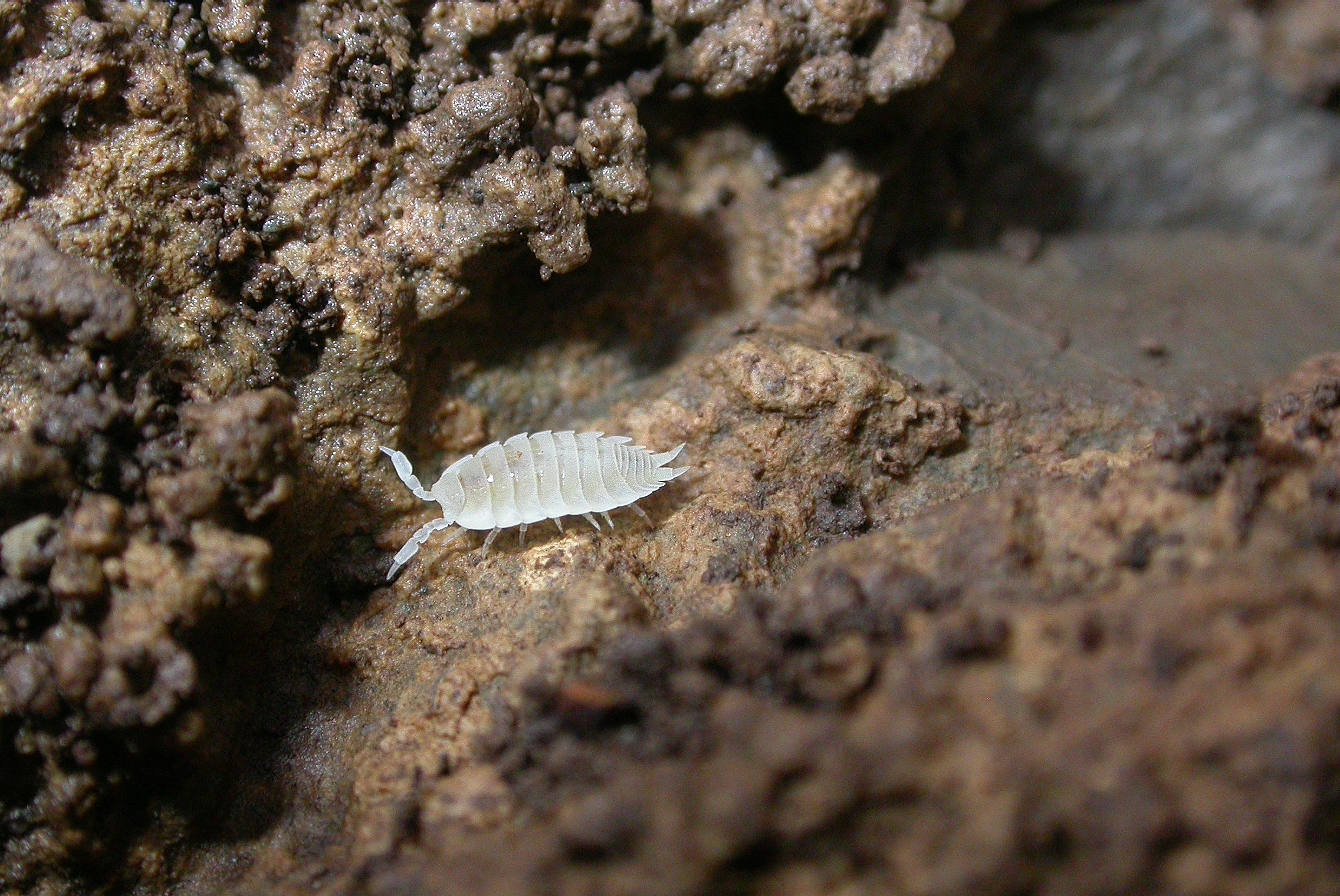
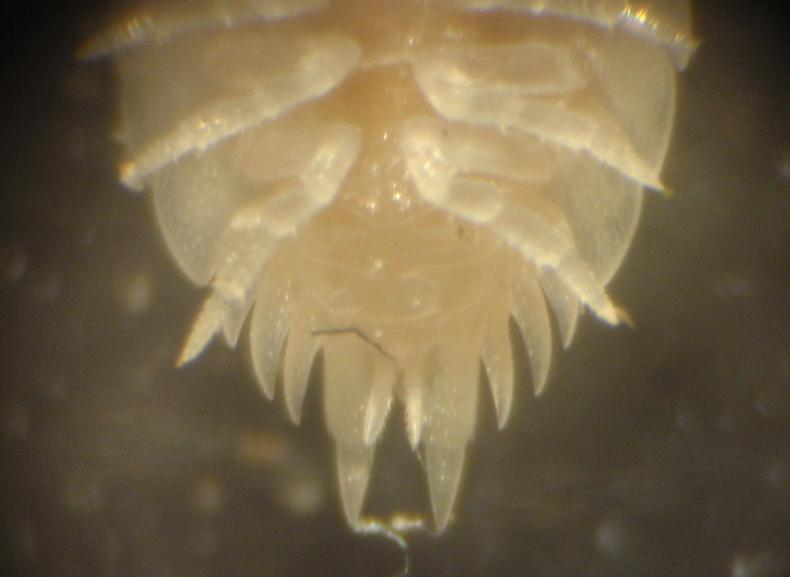
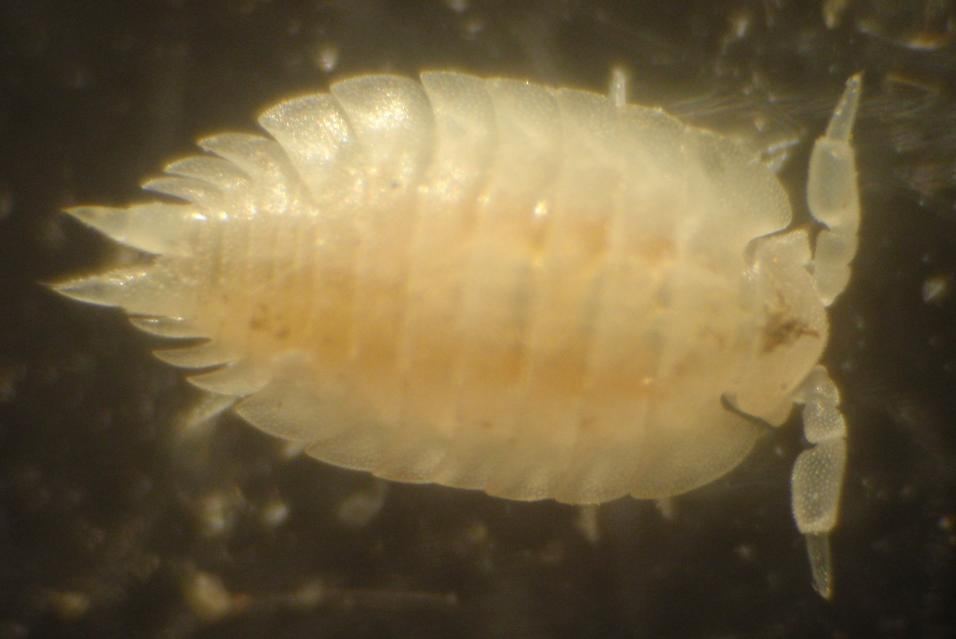